# Lake Chapman
Der Lake Chapman ist ein See im ostantarktischen Viktorialand. Er liegt auf der Landspitze The Flatiron am Kopfende des Granite Harbor.
Das New Zealand Antarctic Place-Names Committee benannte den See am 14. August 2002 nach der neuseeländischen Limnologin Margaret Ann Chapman (1937–2009) von der University of Waikato, die von 1970 bis 1971 als erste Frau eine wissenschaftliche Expedition in die Antarktis geleitet hatte.